# Guioa patentinervis
Espèce
Synonymes
- Guioa multipunctata Radlk.[1]

Statut de conservation UICN

 VU D2 : Vulnérable
Guioa patentinervis est une espèce de plantes de la famille des Sapindaceae.

## Publication originale
- Actes du IIIme Congrès international de botanique, Bruxelles 1910 reimpr.: 40. 1879.